# 第46屆柏林影展
第46届柏林影展（德語：46. Internationale Filmfestspiele Berlin）在當地時間1996年2月15日到2月26日舉行，最後由台灣導演李安奪得金熊獎。

## 參展影片
- 以下影片為正式競賽片

| 中文/英文片名             | 導演            | 出品国               | 演員                                     |
| ------------------------- | --------------- | -------------------- | ---------------------------------------- |
| 越過死亡線                | 提姆·羅賓斯     | 美国                 | 蘇珊·莎蘭登、西恩·潘                     |
| 夢幻村莊                  | 東陽一          | 日本                 |                                          |
| Éxtasis                   | 馬里亞·諾巴羅佐 | 西班牙               | 哈維爾·巴登                              |
| 忠貞                      | 保羅·莫索斯基   | 美国                 | 雪兒、察茲帕名·泰瑞、萊恩·歐尼爾         |
| 黑道當家                  | 巴瑞·梭納費得   | 美国                 | 約翰·屈伏塔、金·哈克曼、蕾妮·羅素        |
| 美麗青年全泰一            | 朴光洙          |                      |                                          |
| 復活節                    | 安德烈·華依達   | 波蘭                 | Beata Fudalej、Wojciech Malajkat         |
| 麻將                      | 楊德昌          | 臺灣                 | 張震                                     |
| 致命化身                  | 史蒂芬·弗里爾斯 | 美国                 | 茱莉亞·羅勃茲、約翰·馬爾科維奇           |
| Mein Mann                 | 貝特杭·布里葉   | 法國                 | Anouk Grinberg、Gérard Lanvin            |
| Les Menteurs              | 伊利·喬拉基     | 法國                 | 瓦萊麗雅·布魯尼-特德斯奇、尚·雨果·安格拉 |
| 亂世情緣                  | 麥可·霍夫曼     | 美国 英国            | 小勞勃·道尼、山姆·尼爾、大衛·休里斯      |
| 查理三世                  | 李察朗·肯       | 美国 英国            | 伊恩·麥克連、安妮特·班寧、吉姆·布洛本    |
| 日光峽谷                  | 何平            | 中国                 |                                          |
| 教室別戀                  | 鮑·懷德柏格     | 瑞典 丹麦            | Marika Lagercrantz                       |
| 理性與感性                | 李安            | 美国 英国            | 艾瑪·湯普遜、凱特·溫斯蕾、休·葛蘭        |
| Ein Sommer in La Goulette | 布加迪爾        | 突尼西亞 法國 比利时 |                                          |
| 平安夜                    | 丹尼·賴維       | 波蘭 德国 法國       | 瑪莉亞·雪德、約根·沃格爾                 |
| 太陽有耳                  | 嚴浩            | 香港                 |                                          |
| 未來總動員                | 特裡·吉列姆     | 美国                 | 布魯斯·威利                              |
| Vite strozzate            | 瑞奇·托格納茲   | 義大利 法國 比利时   |                                          |
| What I Have Written       | 約翰·休斯       |                      |                                          |

- 非競賽影片

| 中文/英文片名 | 導演        | 出品国 | 演員 |
| ------------- | ----------- | ------ | ---- |
| 白宮風暴      | 奧利佛·史東 | 美国   |      |

## 獲獎名單

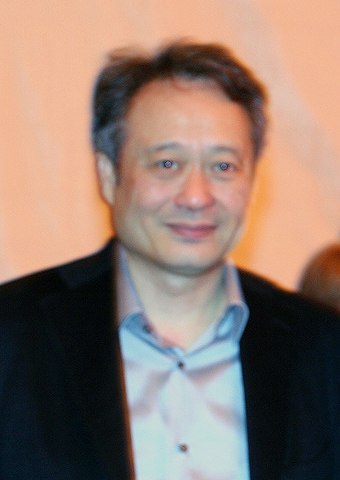
李安

本屆柏林電影節頒獎典禮於2月26日舉行。
- 金熊獎：《理性與感性》 - 李安
- 評審團大獎銀熊獎：《教室別戀（瑞典语：Lust och fägring stor）》 - 波·韋戴貝伊
- 最佳導演銀熊獎：
  - 嚴浩 - 《太陽有耳（英语：The Sun Has Ears）》
  - 理查·朗克隆（英语：Richard Loncraine） - 《理查三世 (英格兰)》
- 最佳男演員銀熊獎：西恩·潘 - 《越過死亡線》
- 最佳女演員銀熊獎：阿諾克·格林布戈（英语：Anouk Grinberg） - 《浪得過火（英语：My Man (1996 film)）》
- 傑出個人成就銀熊獎：東陽一（英语：Yōichi Higashi） - 《夢幻村莊（英语：Village of Dreams）》
- 最佳特別藝術成就銀熊獎：安德烈·華依達 - 《神聖七日（英语：Holy Week (film)）》
- 亞佛雷德鮑爾獎： 《被掐住的人生（義大利語：Vite strozzate）》 - 瑞奇·托格納茲（義大利語：Vite strozzate）
- 榮譽獎：
  - 《麻將》 - 楊德昌
  - 《平安夜》 - 丹尼·賴維（英语：Dani Lev）
  - 《日光峽谷（英语：Sun Valley (film)）》 - 何平
- 費比西國際影評人獎：《太陽有耳（英语：The Sun Has Ears）》 - 嚴浩

### 其他獎項
- 榮譽金熊獎：傑克·萊蒙、伊力·卡山
- 最佳劇情片泰迪熊獎：《尋找西瓜女（英语：The Watermelon Woman）》 - 雪莉爾·多耶（英语：Cheryl Dunye）
- 最佳紀錄片泰迪熊獎：《電影中的同志》 - 勞勃·伊普斯汀、謝菲·費烈曼
- 最佳紀錄片泰迪熊獎：《我將是你的鏡子》 - Nan Goldin、Edmund Coulthard

## 評審團
- 尼基塔·米亥科夫：導演。（評審團主席）
- 吉拉·阿爾瑪戈（英语：Gila Almagor）：演員。
- 文森索·希拉米（英语：Vincenzo Cerami）：編劇。
- 陳冲：演員。
- 許鞍華：導演。
- 彼得·李連侯（英语：Peter Lilienthal）：導演。
- 尤爾根·普洛斯諾（英语：Jürgen Prochnow）：演員。
- 克勞德·里奇（英语：Claude Rich）：演員。
- 費伊·韋爾登：作家。
- 凱瑟琳·惠勒：製片人。
- 克里斯蒂安·曾德爾（德语：Christian Zehnder (Musiker)）：作曲家。

## 外部連結
- 柏林影展官方網站 （页面存档备份，存于）